# 島田陽
島田 陽（しまだ よう、1936年1月27日 - ）は、日本のロシア文学者、元東京大学教授。
アメリカ合衆国カリフォルニア州サンタモニカ生まれ。徳島県立城南高等学校から、1960年北海道大学文学部露文科卒、1967年早稲田大学大学院露文修士課程修了、1970年から1971年までモスクワ大学に留学。1975年東大教養学部助教授、1988年教授、1996年定年退官。東京国際大学教授。
プーシキンなどロシア詩とプラトーノフを専門とした。

## 共著
- ロシア文学案内 中村喜和、灰谷慶三 朝日出版社 1977.10 (世界文学シリーズ)

## 翻訳
- 日本渡航記 ゴンチャローフ 高野明共訳 雄松堂書店 新異国叢書 1969／講談社学術文庫 2008
- 文学の屈従 ソビエト・ロシア文学史(1917-62)  M.ヘイワード、L.ラベッツ編 高野雅之共訳 国文社 1972
- デカブリスト物語 ユーリイ・トゥイニャーノフ 20世紀のロシア小説 白水社 1973
- あかいカリーナ ワシーリイ・シュクシーン 恒文社 1979.7
- プーシキンとの散歩 アンドレイ・シニャーフスキイ 群像社 2001.6 (ロシア作家案内シリーズ)